# Liste der Kulturgüter in Hérémence
Die Liste der Kulturgüter in Hérémence enthält alle Objekte in der Gemeinde Hérémence im Kanton Wallis, die gemäss der Haager Konvention zum Schutz von Kulturgut bei bewaffneten Konflikten, dem Bundesgesetz vom 20. Juni 2014 über den Schutz der Kulturgüter bei bewaffneten Konflikten sowie der Verordnung vom 29. Oktober 2014 über den Schutz der Kulturgüter bei bewaffneten Konflikten unter Schutz stehen.
Objekte der Kategorien A und B sind vollständig in der Liste enthalten, Objekte der Kategorie C fehlen zurzeit (Stand: 1. Januar 2023).

## Kulturgüter
| Foto |                                                                                        | Objekt | Kat. | Typ | Standort                            | Beschreibung |
| ---- | -------------------------------------------------------------------------------------- | --- | ---- | --- | ----------------------------------- | ------------ |
| BW   | Datei hochladen · Wikidata zu Grotte aux Fées, mittelalterliche Burgruine (Q131308420) | Grotte aux Fées, mittelalterliche Burgruine / Grotte aux Fées, ruines du château médiévale KGS-Nr.: 06775 | A    | F   | 595999 / 109829                     |              |
| ja   | Datei hochladen · Wikidata zu Staumauer Grande Dixence (Q675009)                       | Staumauer Grande Dixence / Barrage de la Grande Dixence KGS-Nr.: 09047                                    | A    | G   | 597254 / 103230                     |              |
| ja   | Datei hochladen · Wikidata zu Katholische Kirche St. Nicolas (Q16028671)               | Katholische Kirche / Église catholique KGS-Nr.: 10521                                                     | A    | G   | Rue de l'Eglise 7 597363 / 114326   |              |
| ja   | Datei hochladen · Wikidata zu Burgerhaus (Q29892207)                                   | Bürgerhaus / Maison bourgeoisiale KGS-Nr.: 06778                                                          | B    | G   | Rue de l’Église 2 597409 / 114260   |              |
| ja   | Datei hochladen · Wikidata zu Kapelle Saint-Barthélémy (Q29892209)                     | Kapelle Saint-Barthélémy / Chapelle Saint-Barthélemy KGS-Nr.: 06779                                       | B    | G   | Chemin des Tsepès 5 596793 / 106744 |              |
| ja   | Datei hochladen · Wikidata zu Alp Essertse (Q29892203)                                 | Alp Essertse / Alpage d’Essertse KGS-Nr.: 13925                                                           | B    | G   | 596880 / 110771                     |              |
| ja   | Datei hochladen · Wikidata zu Hotel Ritz (Arbeiterunterkunft) (Q131311706)             | Hotel Ritz (Arbeiterunterkunft) / Hôtel Ritz (logement ouvriers) KGS-Nr.: 17276                           | B    | G   | Le Chargeur 597249 / 103607         |              |